# Querstand (Musik)
Als Querstand (lat. relatio non harmonica) bezeichnet man eine in Kontrapunkt und Harmonielehre meist verpönte Stimmführung, bei der auf einen Ton ein anderer Ton folgt, der um einen chromatischen Halbton höher oder tiefer ist und in einer anderen Stimme erklingt. Ist derselbe Halbtonschritt zugleich in einer der beiden Stimmen selbst enthalten, liegt kein Querstand vor.

Beispiel für einen Querstand bei Melchior Vulpius, 1609
Die beiden Möglichkeiten des Querstands
Auch die Aufeinanderfolge der Töne eines Tritonus  in verschiedenen Stimmen galt in der Musiklehre seit der Renaissance als Querstand. Diesen Tritonus-Querstand bezeichnete man als Mi contra Fa.
Von der Renaissance an wurde der Querstand als Ausdrucksmittel verwendet, um beispielsweise starke Gefühle (in der musiktheoretischen Sprache des Barocks: Affekte) wie Trauer oder Schmerz darzustellen. Besonders charakteristisch zeigt er sich im Zusammenhang mit der konventionellen Fortschreitung des Neapolitanischen Sextakkordes in den Durakkord der V. Stufe, da er in diesem Fall vorgeschrieben ist:
Mit verstärktem des'' und d':
.